# Jan Hansen
 Der er flere personer med dette navn, se Jan Hansen (flertydig).
Jan Hansen (født 1964) er en tidligere dansk atlet. Han var medlem af Københavns IF.
Jan Hansen havde en mindre rolle i Stefan Henszelmans afgangsfilm fra Filmskolen i København, den ordløse novellefilm "Try To Remember" (1984).

## Danske mesterskaber
- Sølv 1983 Trespring-inde

## Personlig rekord
- Trespring: 13,29 (1,4) Østerbro Stadion 7. maj 1989